# Winside
Winside és una població dels Estats Units a l'estat de Nebraska. Segons el cens del 2000 tenia 468 habitants.

## Demografia
Segons el cens del 2000, Winside tenia 468 habitants, 189 habitatges, i 122 famílies. La densitat de població era de 695 habitants per km².
Dels 189 habitatges en un 33,3% hi vivien nens de menys de 18 anys, en un 51,9% hi vivien parelles casades, en un 9,5% dones solteres, i en un 35,4% no eren unitats familiars. En el 32,3% dels habitatges hi vivien persones soles el 16,9% de les quals corresponia a persones de 65 anys o més que vivien soles. El nombre mitjà de persones vivint en cada habitatge era de 2,48 i el nombre mitjà de persones que vivien en cada família era de 3,19.
Per edats la població es repartia de la següent manera: un 28,8% tenia menys de 18 anys, un 9,2% entre 18 i 24, un 25,9% entre 25 i 44, un 19% de 45 a 60 i un 17,1% 65 anys o més.
L'edat mediana era de 35 anys. Per cada 100 dones de 18 o més anys hi havia 91,4 homes.
La renda mediana per habitatge era de 30.208 $ i la renda mediana per família de 36.875 $. Els homes tenien una renda mediana de 27.188 $ mentre que les dones 20.625 $. La renda per capita de la població era de 14.707 $. Aproximadament el 7% de les famílies i el 12,4% de la població estaven per davall del llindar de pobresa.

## Poblacions més properes
El següent diagrama mostra les poblacions més properes.